# Белорусский посольский клуб
Белорусский посольский клуб (БПК) — белорусская фракция в Сейме междувоенной Польской Республики в 1922—1927 и 1928—1930.

## История

### Белорусский посольский клуб первого состава
Белорусский посольский клуб был создан в ноябре 1922 года. Офис БПК находился в здании, расположенном в г. Вильно (сейчас Вильнюс, ул. Даукшос, 13).
Первоначально в состав клуба входили 11 депутатов (послов) и 3 сенатора.
Депутаты:
- Баран (Баранов) Сергей;
- Яремич Фабиан;
- Калиновский Владимир (в последующем его заменил Волошин Павел);
- Коханович Михаил;
- Метла Пётр;
- Овсяник Антон;
- Рак-Михайловский Симон;
- Рогуля Василий;
- Станкевич Адам;
- Тарашкевич Бронислав;
- Яковюк Семён.

Сенаторы:
- Богданович Вячеслав;
- Власов Александр;
- Назаревский Алексей.

Клуб отстаивал социальные и национальные права белорусского населения в Польше. Белорусский посольский клуб вначале занимал лояльную позицию в отношении польского правительства. Однако в середине 1923 года перешёл в оппозицию, взаимодействовал с польскими левыми и центристскими партиями.
Белорусскому Посольскому клубу противостояла Временная белорусская Рада (ВБР), которая сотрудничала с польскими властями. Временная белорусская Рада была образована после раскола Белорусского гражданского собрания (БГС), который произошёл 21 сентября 1924 г. Заместителем председателя Временной белорусской Рады являлся известный белорусский военный деятель Гасан Конопацкий.
24 июня 1925 в самом БПК произошёл раскол. Послы Бронислав Тарашкевич, Симон Рак-Михайловский, Павел Волошин и Пётр Метла создали отдельный клуб Белорусской крестьянско-рабочей громады.
Оставшиеся депутаты БПК придерживались оппозиционных взглядов по отношению к политике польских властей, враждебно относились к представителям посольского клуба Белорусской крестьянско-рабочей громады.

### Белорусский посольский клуб второго состава
В марте 1928 года прошли новые выборы в Сейм. Белорусский посольский клуб был повторно создан в новом составе. В него вошли 4 депутата и 2 сенатора.
Депутаты
- Яремич Фабиан;
- Карузо Павел;
- Степович Альбин;
- Юхневич Константин.

Сенаторы
- Богданович Вячеслав;
- Рогуля Василий.

Белорусский посольский клуб был идеологическим противником в Сейме белорусской фракции депутатов под названием «Борьба» («Змаганьне»).

## Руководители БПК
- Тарашкевич Бронислав (1922 — 1924);
- Рогуля Василий (1924—1925);
- Яремич Фабиан (1925—1927, 1928—1930).